# Phyllomya japonica
Phyllomya japonica là một loài ruồi trong họ Tachinidae.